# Nolavia rubriventris
Espèce
Synonymes
- Valonia rubriventris Piza, 1939

Nolavia rubriventris est une espèce d'araignées aranéomorphes de la famille des Sparassidae.

## Distribution
Cette espèce est endémique de l'État de São Paulo au Brésil,. Elle se rencontre vers Piracicaba.

## Description
La femelle holotype mesure 15 mm.

## Publication originale
- Piza, 1939 : « Um novo gênero de aranha do Brasil. » Jornal de agronomia, São Paulo, vol. 2, no 6, p. 385-386.